# Herbert Jäckle
Herbert Jäckle (* 6. Juli 1949 in Konstanz) ist ein deutscher Entwicklungsbiologe. Von 2002 bis 2014 war er Vizepräsident der Max-Planck-Gesellschaft; von 2015 bis 2016 war er Geschäftsführender Direktor des Max-Planck-Instituts für biophysikalische Chemie.

## Leben
Jäckle absolvierte das Abitur 1969 am Leibniz-Gymnasium in Rottweil. Dem Studium der Chemie und Biologie an der Albert-Ludwigs-Universität Freiburg folgte 1977 die Promotion an der biologischen Fakultät der Universität. Anschließend war er dort als Assistent am Zoologischen Institut tätig. Von 1978 bis 1980 arbeitete er als Postdoktorand an der University of Texas at Austin an der Frühentwicklung von Insekten.
1980 kam er ans EMBL in Heidelberg zurück, 1982 wurde er Leiter einer selbständigen Nachwuchsgruppe am Max-Planck-Institut für Virusforschung. 1984 erfolgte die Habilitation an der Universität Tübingen. 1988 wurde er zum Professor und Ordinarius für Genetik an die Ludwig-Maximilians-Universität München berufen, seit Januar 1991 ist er Wissenschaftliches Mitglied der Max-Planck-Gesellschaft und Direktor der Abteilung „Molekulare Entwicklungsbiologie“ am Max-Planck-Institut für biophysikalische Chemie in Göttingen. 1993 wurde er Honorarprofessor der Universität Göttingen. Im Juni 2002 wurde er vom Senat zum Vizepräsidenten der Max-Planck-Gesellschaft gewählt, im Juni 2007 für eine zweite Amtsperiode in diesem Amt bis 2014 bestätigt. Seit 2017 ist Jäckle im Ruhestand.

## Wirken
Seine Forschungsgebiete sind molekulare Kontrollmechanismen der Embryonalentwicklung der Fliege Drosophila melanogaster und der Energiehomöostase von Organismen. Es gelang Jäckle, bei der Fliege  Entwicklungskontrollgene und molekulare Regelmechanismen zu identifizieren, die zur Ausbildung der Körpersegmente notwendig sind. Die Kontrollgene und deren Wechselwirkungen, die molekularen Grundprinzipien finden sich auch bei Säugetieren konserviert. Seine Projekte zur Regulation der Energiehomöostase eröffnen somit auch einen Zugang zum Verständnis der menschlichen Fettsucht.

## Auszeichnungen
- 1985: Forschungspreis der Deutschen Gesellschaft für Zellbiologie
- 1985: Mitglied der European Molecular Biology Organization (EMBO)
- 1986: Gottfried Wilhelm Leibniz-Preis
- 1990: Preis der Feldberg Foundation
- 1990 Mitglied der Academia Europaea
- 1992: Otto-Bayer-Preis
- 1992: Karl-Ritter-von-Frisch-Medaille der Deutschen Zoologischen Gesellschaft
- 1998: Deutsche Akademie der Naturforscher Leopoldina,
- 1999: Louis-Jeantet-Preis für Medizin, Genf,
- 1999: Wissenschaftspreis: Forschung zwischen Grundlagen und Anwendungen
- 1999: Gregor-Mendel-Medaille der Deutschen Akademie der Naturforscher Leopoldina
- 1999: Deutscher Zukunftspreis
- 2000: Mitglied der  Deutschen Akademie der Naturforscher Leopoldina
- 2000: Ordentliches Mitglied der Niedersächsischen Akademie der Wissenschaften zu Göttingen
- 2007: Ehrendoktorwürde des Weizmann Instituts (Israel)
- 2010: Verdienstkreuz 1. Klasse des Verdienstordens der Bundesrepublik Deutschland
- 2013: Preis für internationale wissenschaftlich-technische Zusammenarbeit (Chinesische Akademie der Wissenschaften)
- 2014: Luis Federico Leloir Preis der argentinischen Regierung
- 2014: Staatspreis der Volksrepublik China
- 2015: Ehrendoktorwürde der Universität Basel (Schweiz)
- 2016: Ehrendoktorwürde der Universität Konstanz
- 2019: Klaus Sander Preis der Gesellschaft für Entwicklungsbiologie
- 2021: Auswärtiges Mitglied der American Academy of Arts and Sciences
- 2021: Auswärtiges Mitglied der Chinese Academy of Sciences
- 2022: Ehrendoktorwürde der Ruprecht-Karls-Universität Heidelberg

## Publikationen (Auswahl)
- M. Beller, C. Sztalryd, N. Southall, M. Bell, H. Jäckle, D. S. Auld, B. Oliver: COPI complex is a regulator of lipid homeostasis. In: PLoS Biology. Band 6, 2008, S. 2530–2549.
- S. Grönke, A. Mildner, S. Fellert, N. Tennagels, S. Petry, G. Müller, H. Jäckle, R. P. Kühnlein: Brummer lipase is an evolutionary conserved fat storage regulator in Drosophila. In: Cell Metabolism. Band 1, 2005, S. 323–330.
- M. Hirosawa-Takamori, H.-R. Chung, H. Jäckle: Conserved selenoprotein synthesis is not critical for oxidative stress defence, the lifespan of Drosophila. In: EMBO reports. Band 5, 2004, S. 317–322.
- D. Niessing, S. Blanke, H. Jäckle: Bicoid associates with the 5'-cap-bound complex of caudal mRNA, represses translation. In: Genes Dev. Band 16, 2002, S. 2576–2582.
- F. Schöck, J. Reischl, E. Wimmer, H. Taubert, B. A. Purnell, H. Jäckle: Phenotypic suppression of empty spiracles is prevented by buttonhead. In: Nature. Band 405, 2000, S. 351–354.
- M. González-Gaitán, H. Jäckle: Role of Drosophila alpha-adaptin in presynaptic vesicle recycling. In: Cell. Band 88, 1997, S. 767–776.
- R. Rivera-Pomar, H. Jäckle: From gradients to stripes in Drosophila  embryogenesis: filling in the gaps. In: Trends Genet. Band 12, 1996, S. 478–483.
- R. Rivera-Pomar, X. Lu, N. Perrimon, H. Taubert, H. Jäckle: Activation of posterior gap gene expression in the Drosophila blastoderm. In: Nature. Band 376, 1995, S. 253–256.
- G. Brönner, Q. Chu-LaGraff, C. Q. Doe, B. Cohen, D. Weigel, H. Taubert, H. Jäckle: Sp1/egr-like zinc-finger protein required for endoderm specification, germ-layer formation in Drosophila. In: Nature. Band 369, 1994, S. 664–668.